# 尾款人
尾款人，是一个互联网用语，特指参加网络购物中已经支付订金后，于特定时间完成尾款支付的人群。
该称呼起源于2020年双十一活动中，阿里巴巴公司的网络用词。根据规则，“双11”在10月下旬开启预售，消费者可分两波付尾款。
随后不断发酵为网络用语。同样的营销方式和付款方式也存在于其他类型活动与时间段，并引发关于退款、过度消费等争议。由于物流速度提升，很多付尾款到收到快递只用了1分钟。

## 相关
- 双十一
- 打工人